# Слој сесије
Слој сесије (енгл. Session Layer) је пети ОСИ референтног модела. Као што и сам назив слоја каже, овај слој је задужен за успостављање и одржавање сесије између покренутих програма на предајној и пријемној страни. Протоколи слоја сесије имају функцију да размене податке о успостављању комуникације, да одржавају комуникацију активном, ако је потребно (у случају прекида) да је поново успоставе и на крају да је заврше.

## Протоколи
- , ) 8327
- NetBIOS,
- PAP,
- SSH,